# Santiago de Ockoruro
Santiago de Ockoruro (auch: Santiago de Okoruro) ist eine Streusiedlung im Departamento Potosí im Hochland des südamerikanischen Andenstaates Bolivien.

## Lage im Nahraum
Santiago de Ockoruro ist der zweitgrößte Ort des Kanton Potosí im Municipio Potosí in der Provinz Tomás Frías. Die Ortschaft liegt auf einer Höhe von 3700 m im Tal des Río Okoruro, der hier in nordwestlicher Richtung fließt.

## Geographie
Das Klima der Region ist den Kalttropen zuzurechnen, es ist ein sogenanntes Tageszeitenklima, bei dem die Temperaturunterschiede zwischen den Jahreszeiten wegen der hohen Lage und des trockenen Klimas deutlich geringer ausfallen als die zwischen Tag und Nacht (normalerweise zwischen 15 °C und 25 °C Unterschied). Man findet also meist angenehm warme Tagestemperaturen, in der Nacht aber Werte, die selbst im südhemisphärischen Sommer um den Nullpunkt liegen. Die Region Potosí hat eine markante Regenzeit zu den Jahreswechseln, während der Jahresmitte herrscht dagegen oft Wassermangel (siehe Klimadiagramm Potosí).

## Verkehrsnetz
Santiago de Ockoruro liegt in einer Entfernung von 38 Straßenkilometern nordöstlich von Potosí, der Hauptstadt des Departamentos. Potosí ist Schnittpunkt der überregionalen Nationalstraßen Ruta 1 und Ruta 5, die als Nebenrouten des Panamericana-Netzwerks die Stadt mit Tupiza, Tarija, Villazón und der Grenze zu Argentinien im Süden sowie mit Sucre und La Paz im Norden verbinden.
Auf der Ruta 5 verlässt man Potosí nach Nordosten in Richtung Sucre und erreicht neun Kilometer hinter dem Flughafen Potosí „Aeropuerto Capitán Nicolas Rojas“ die links der Hauptstraße gelegene kleine Ortschaft Pata Punta, von der aus man nach 23 Kilometern in nördlicher Richtung das Zentrum von Santiago de Ockoruro erreicht.

## Bevölkerung
Die Einwohnerzahl der Ortschaft ist in dem Jahrzehnt zwischen den beiden letzten Volkszählungen um etwa ein Drittel angestiegen:
| Jahr | Einwohner         | Quelle       |
| ---- | ----------------- | ------------ |
| 1992 | keine Detaildaten | Volkszählung |
| 2001 | 358               | Volkszählung |
| 2012 | 477               | Volkszählung |
| 2024 |                   | Volkszählung |

Die Region weist einen hohen Anteil an Quechua-Bevölkerung auf, im Municipio Potosí sprechen 75,4 Prozent der Bevölkerung Quechua.